# 앤 매캐프리

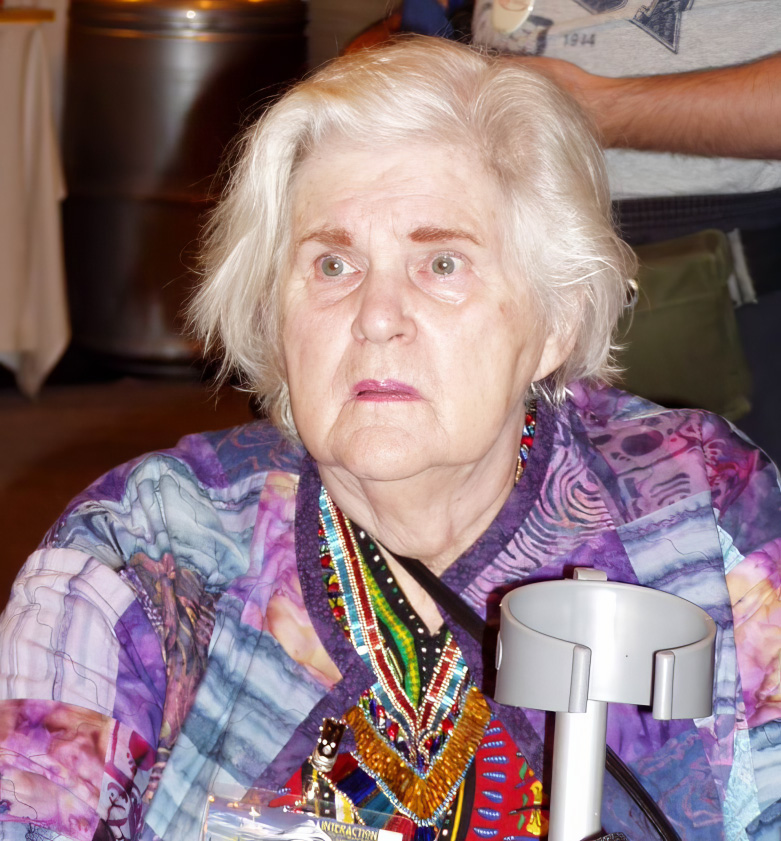

앤 매캐프리 (Anne Mccaffrey, 1926년 4월 1일 ~ 2011년 11월 21일)는 미국 태생의 아일랜드 소설가이며, 퍼언 연대기(Pern Series)의 저자로 알려져있다.

## 생애

### 출생
1926년 매사추세츠주의 캠브리지에서 태어났다.

### 활동
래드클리프 칼리지에서 문학과 슬라브계 언어를 전공하고, 배우, 카피라이터, 오페라 가수 등의 다채로운 직업을 거쳤으며, 1953년에 '사이언스픽션 플러스'지에 단편을 게재하면서 작가로 데뷔하였다.
1961년 '판타지 앤드 사이언스픽션'지에 '노래 부르는 배'시리즈의 첫 단편을 발표해서 독자들의 찬사와 호평을 받았고,
1967년에 첫 장편 '회복자'를 통해 SF계의 여성경시를 풍자하였다. 그 뒤 같은 해 '퍼언 연대기(Pern Series)'의 첫 중편인 '용의 간택'(Weyr Search)이 휴고상 최우수 중편상을 수상하며 최초의 여성 수상자가 되었다.
1968년에 속편인 '용의 비행'(Dragonride)이 네뷸러상 최우수 중편상을 수상한 후 전업 작가의 길을 걷게되었으며, 이후 '퍼언 연대기'로 간달프 상과 디트머 상까지 받으며 비평적, 상업적인 성공으로 거장으로 평가받게 되었다.
또한 2005년에는 미국 과학소설 작가협회(SFWA)의 스물두 번째 '그랜드마스터'로 선정되었고, 2006년에는 SF 명예의 전당에 이름을 올렸다.
아일랜드의 위클로에서 아들인 토드 맥카프리와 창작 생활을 지속했으며, 다른 대표작으로는 '공룡 행성', '크리스털 싱어' 등의 SF 시리즈가 있다.

### 결혼
1950년에 결혼하여 세 자식을 두었다.

### 사망
2011년 아일랜드 위클로의 자택에서 85세의 나이로 사망하였다.

## 수상경력
휴고상 최우수 중편 소설, 네뷸러상 중장편 소설 부문